# Unione Sportiva Cremonese 1958-1959
Questa pagina raccoglie le informazioni riguardanti l'Unione Sportiva Cremonese nelle competizioni ufficiali della stagione 1958-1959.

## Stagione
La Cremonese si salva solo perché causa il riordino dei campionati non erano previste retrocessioni.
In panchina c'è Ercole Bodini, che deve rinunciare alle prestazioni di Bruno Franzini ceduto alla Lazio. 
Unica novità in attacco, in mancanza di una punta di peso: sarà l'ala Armanno Favalli che con 12 reti a risultare il cannoniere stagionale. 
Pesante serie negativa al termine del girone di andata con cinque sconfitte di fila che compromettono il discreto inizio del torneo. La difesa grigiorossa risulterà la più battuta del campionato con 75 reti subite in 40 partite. Nella resuscitata Coppa Italia l'avventura finisce subito per mano dell'O.Z.O. Mantova di Giagnoni che vince 1-0.

## Rosa
| N. |                   | Ruolo | Calciatore           |
| -- | ----------------- | ----- | -------------------- |
|    | Italia (bandiera) | P     | Mario Bernini        |
|    | Italia (bandiera) | A     | Francesco Bertolani  |
|    | Italia (bandiera) | C     | Renzo Bolzoni        |
|    | Italia (bandiera) | A     | Angelo Castoldi      |
|    | Italia (bandiera) | D     | Giuseppe Della Frera |
|    | Italia (bandiera) | C     | Armanno Favalli      |
|    | Italia (bandiera) | C     | Romano Fontana       |
|    | Italia (bandiera) | D     | Ermes Fornari        |
|    | Italia (bandiera) | C     | Orlando Gallesi      |
|    | Italia (bandiera) | C     | Clemente Garzonio    |
|    | Italia (bandiera) | P     | Mario Ghisolfi       |
|    | Italia (bandiera) | C     | Giorgio Granata      |

| N. |                   | Ruolo | Calciatore        |
| -- | ----------------- | ----- | ----------------- |
|    | Italia (bandiera) | A     | Savino Luosi      |
|    | Italia (bandiera) | C     | Italo Mari        |
|    | Italia (bandiera) | D     | Michele Massazza  |
|    | Italia (bandiera) | C     | Fausto Monteverdi |
|    | Italia (bandiera) | D     | Daniele Parolini  |
|    | Italia (bandiera) | C     | Franco Ravani     |
|    | Italia (bandiera) | P     | Ugo Sartori       |
|    | Italia (bandiera) | D     | Carlo Somenzi     |
|    | Italia (bandiera) | D     | Riccardo Turrini  |
|    | Italia (bandiera) | D     | Nevio Varglien    |
|    | Italia (bandiera) | D     | Giancarlo Vasini  |
|    | Italia (bandiera) | D     | Achille Zeglioli  |

## Risultati

### Girone di andata
| Lucca 21 settembre 1958 1ª giornata | Lucchese       | 0 – 0 | Cremonese | Stadio Porta Elisa\| Arbitro: \| Cariani (Roma) \| |
| Arbitro:                            | Cariani (Roma) |       |           |                                                    |

| Arbitro: | Maghernino (San Severo) |

|                                  |           |  |
| Favalli I 59’, 83’ Bertolani 82’ | Marcatori |  |

| Arbitro: | Trezza (Verona) |

|                           |           |  |
| Corti 19’ Castellazzi 61’ | Marcatori |  |

| Arbitro: | Ciferri (Roma) |

|              |           |  |
| Castoldi 27’ | Marcatori |  |

| Pordenone 19 ottobre 1958 5ª giornata | Pordenone        | 0 – 0 | Cremonese | Stadio Ottavio Bottecchia\| Arbitro: \| Orlando (Torino) \| |
| Arbitro:                              | Orlando (Torino) |       |           |                                                             |

| Cremona 26 ottobre 1958 6ª giornata | Cremonese          | 0 – 0 | Piacenza | Stadio Giovanni Zini\| Arbitro: \| Vatteone (Oneglia) \| |
| Arbitro:                            | Vatteone (Oneglia) |       |          |                                                          |

| Arbitro: | Sbardella (Roma) |

|  |           |              |
|  | Marcatori | 89’ Castoldi |

| Arbitro: | Zaza (Molfetta) |

|                            |           |             |
| Favalli I 23’ Zeglioli 85’ | Marcatori | 36’ Morelli |

| Arbitro: | Trezza (Verona) |

|                                                     |           |                            |
| Pisetta 5’ Bretti 46’ Bartolini 51’ Mungai 87’, 90’ | Marcatori | 16’ Garonzio 70’ Favalli I |

| Arbitro: | Bellotto (Pordenone) |

|                            |           |                |
| Garonzio 69’ Favalli I 86’ | Marcatori | 66’ Francescon |

| Arbitro: | Ubezio (Novara) |

|              |           |                                                 |
| Castoldi 19’ | Marcatori | 12’, 52’, 88’ Voltolina 23’ Giordano 43’ Donino |

| Arbitro: | Francescon (Padova) |

|                                               |           |                                        |
| Fantini 1’, 49’, 89’ Bibolini 59’ Micheli 67’ | Marcatori | 17’ Favalli I 73’ Fornari 86’ Castoldi |

| Arbitro: | D'Agostini (Roma) |

|  |           |                                 |
|  | Marcatori | 60’ Marchioro 63’, 90’ Canavesi |

| Arbitro: | Gazzano (Genova) |

|                |           |  |
| Dappiano I 24’ | Marcatori |  |

| Cremona 4 gennaio 1959 15ª giornata | Cremonese         | 0 – 0 | Treviso | Stadio Giovanni Zini\| Arbitro: \| Torcini (Firenze) \| |
| Arbitro:                            | Torcini (Firenze) |       |         |                                                         |

| Arbitro: | Orlandi (Torino) |

|                                                 |           |           |
| Lodi 1’, 55’, 68’ Coccoli 26’ Bassi II 33’, 64’ | Marcatori | 86’ Luosi |

| Arbitro: | Politano (Cuneo) |

|                   |           |  |
| De Paoli 53’, 78’ | Marcatori |  |

| Arbitro: | Tavolini (Ferrara) |

|                          |           |                              |
| Castoldi 9’ Garzonio 65’ | Marcatori | 26’, 27’ Nundini 47’ Venturi |

| Arbitro: | Leita (Udine) |

|                       |           |  |
| Russi 6’ Corongiu 75’ | Marcatori |  |

| 8 febbraio 1959 20ª giornata |  | – Turno di riposo |  |  |

| Arbitro: | Di Tonno (Lecce) |

|                         |           |             |
| Rossi 64’ Barchiesi 73’ | Marcatori | 14’ Gallesi |

### Girone di ritorno
| Arbitro: | Revello (Imperia) |

|                                    |           |  |
| Della Frera 82’ (rig.) Bolzoni 85’ | Marcatori |  |

| Arbitro: | Ascari (Carpi) |

|              |           |  |
| Brognoli 33’ | Marcatori |  |

| Arbitro: | Roversi (Bologna) |

|                                     |           |               |
| Mari 36’ Favalli I 38’ Castoldi 47’ | Marcatori | 75’ Currarini |

| Arbitro: | Vanni (Pisa) |

|                  |           |  |
| Barbieri 1’, 72’ | Marcatori |  |

| Arbitro: | Molinari (Genova) |

|               |           |            |
| Favalli I 34’ | Marcatori | 59’ Smersy |

| Arbitro: | Bellotto (Pordenone) |

|                                |           |  |
| Galandini 6’, 60’ Marchesi 58’ | Marcatori |  |

| Arbitro: | Rancher (Roma) |

|                         |           |                       |
| Granata 30’ Bolzoni 45’ | Marcatori | 53’ Nichele 65’ Forin |

| Arbitro: | Capodagli (Ravenna) |

|             |           |                            |
| Moretti 71’ | Marcatori | 76’ Favalli I 90’ Castoldi |

| Arbitro: | Baldassarre (Udine) |

|                           |           |             |
| Favalli I 42’ Bolzoni 71’ | Marcatori | 22’ Gratton |

| Arbitro: | Francescon (Padova) |

|                                          |           |             |
| Galli 26’ Raffin 28’, 52’ Francescon 70’ | Marcatori | 23’ Bolzoni |

| Arbitro: | Tavolini (Ferrara) |

|                           |           |  |
| De Rossi 22’ Giordano 29’ | Marcatori |  |

| Arbitro: | De Marchi (Pordenone) |

|           |           |                                    |
| Luosi 36’ | Marcatori | 22’ Turatti 32’ Furini 90’ Fantini |

| Arbitro: | Capodagli (Ravenna) |

|                                                                |           |                                |
| Maltinti 6’ Marchioro 12’, 58’, 78’ Bernasconi 75’ Giurini 82’ | Marcatori | 20’, 26’ Favalli I 36’ Bolzoni |

| Arbitro: | Trezza (Verona) |

|                           |           |                           |
| Garzonio 15’ Castoldi 30’ | Marcatori | 65’ Landoni 77’ Genovesio |

| Arbitro: | Politano (Cuneo) |

|                              |           |  |
| Taffarello 25’ Mantovani 31’ | Marcatori |  |

| Arbitro: | Angonese (Mestre) |

|  |           |           |
|  | Marcatori | 39’ Bassi |

| Arbitro: | Ferrari (Milano) |

|                      |           |                    |
| Luosi 38’ Pavoni 52’ | Marcatori | 42’ (rig.) Perotti |

| Arbitro: | D'Agostini (Roma) |

|                                       |           |  |
| Balestri 15’ Felloni 53’ Ricoveri 71’ | Marcatori |  |

| Arbitro: | Tavolini (Ferrara) |

|  |           |              |
|  | Marcatori | 32’ Ferraris |

| 14 giugno 1959 41ª giornata |  | – Turno di riposo |  |  |

| Arbitro: | Borasio (Alessandria) |

|             |           |  |
| Garonzio 2’ | Marcatori |  |

### Coppa Italia
| Arbitro: | Cerutti (Legnano) |

|             |           |  |
| Recagni 33’ | Marcatori |  |